# Manuel Quijano Ordóñez
Manuel de Jesús Quijano y Ordóñez de Lara (Latacunga, Imperio español, 24 de octubre de 1813-Popayán, Colombia, 3 de octubre de 1880) fue un jurisconsulto, orador, diplomático y magistrado colombiano.
En Colombia fue gobernador de diferentes provincias como Pamplona, secretario de gobierno de Cauca, diputado de las legislaturas caucanas, representante, senador, presidente del congreso, ministro de estado y fiscal de la corte suprema.Además, Intendente de hacienda, de guerra y de marina del departamento del sur entre 1846 y 1849.

## Biografía
Hijo del prócer de Colombia Francisco José Quijano Mosquera, y de Catalina Ordóñez de Lara. Padre de José María Quijano Wallis.
Se educó en Popayán y alcanzó el diploma de doctor en jurisprudencia. Para los 1830s hacia parte de la sociedad filológica, corporación impulsada por Julio Arboleda y Jaime Hurtado, grupo en oposición a Obando. Después promovió junto a los Arboleda y los Arroyo la sociedad republicana en oposición al liberalismo de Popayán.
Ejerció diferentes oficios de hacienda (1833-1843) como director de la casa de la moneda y tesorero de guerra de la primera división de operaciones en el sur. 
Tomó posesión de la Gobernación el 9 de agosto de 1845.